# Arturo Javier García
Monseñor Arturo Javier García Pérez (Alicante, 25 de diciembre de 1967) es un eclesiástico católico español, obispo auxiliar de Valencia desde el 11 de enero de 2025.

## Biografía
Nació el 25 de diciembre de 1967, en la ciudad española de Alicante, en el seno de una familia originaria de la localidad valenciana de Jarafuel. Allí vivió su infancia y juventud.
En octubre de 1989, ingresó en el Seminario Metropolitano de Valencia, trasladándose en 1991 al Colegio Mayor-Seminario de la Presentación hasta 1994, y asistiendo a las clases de la Facultad de Teología «San Vicente Ferrer», donde obtuvo el bachillerato en Teología.
En 2016 en el Pontificio Instituto Juan Pablo II, cursó estudios de la licenciatura en Teología; donde tiene pendiente la presentación de su tesina.

### Sacerdocio
Su ordenación sacerdotal fue el 27 de mayo de 1995; incardinándose en la archidiócesis de Valencia.
Los primeros meses trabajó en las parroquias de San Carlos Borromeo de Albal y Santa Bárbara de Beniparrell, para proseguir como arcipreste en Torrebaja y otras localidades en la comarca del Rincón de Ademuz —Castielfabib, Los Santos, Cuesta del Rato, Torrealta, Sesga, Más de Jacinto y Arroyo Cerezo— (1995-2002). Compatibilizó ese cargo con el de profesor de Religión en el Instituto Virgen de la Huerta en Ademuz y en diversos centros educativos de Primaria de Castielfabib y Torrebaja.
En 2002 fue nombrado párroco de Villar del Arzobispo donde permaneció hasta 2008, año en el que se trasladó a Turís como párroco y profesor en el Instituto (2008-2016).
Además de su actividad pastoral, ha desempeñado diversos cargos en la Curia diocesana: delegado episcopal de Misiones y Cooperación con las Iglesias y director de las Obras Misionales Pontificias en la archidiócesis valenciana (desde 2011); miembro del Consejo Presbiteral, del Consejo de Pastoral Diocesano y presidente delegado de la Fundación Ad Gentes; director espiritual del Seminario Metropolitano de Valencia (Moncada, 2016-2022); y rector del Colegio Mayor-Seminario de la Presentación de la Bienaventurada Virgen María en el Templo y Santo Tomás de Villanueva, (Valencia, 2022); y rector de la Iglesia del Santísimo Cristo del Salvador (Valencia).

### Episcopado
El 6 de noviembre de 2024, el papa Francisco lo nombró obispo auxiliar de Valencia, junto con Fernando E. Ramón, asignándole la sede titular de Tamazeni. Recibió la ordenación episcopal el 11 de enero de 2025.
En la Conferencia Episcopal Española es, desde abril de 2025, miembro de la Comisión Episcopal para las Misiones y Cooperación con las Iglesias.